# Ratinho
Carlos Roberto Massa (Águas de Lindóia, 15 de febrero de 1956), conocido por su nombre artístico Ratinho, es un empresario, conductor de televisión y administrador de empresas brasileño.

## Biografía
Ratinho nació entre São Paulo y Minas Gerais (como muchos de su familia Minas Gerais, se registró en las ciudades de São Paulo que limitan con MG), en Águas de Lindóia, al noreste de São Paulo. Pero desde pequeño vivió en ciudades de Paraná como Jandaia do Sul (donde pasó su infancia y adolescencia) y Curitiba (donde se mudó como adulto y donde aún vive su familia), ya que vive solo en Sao Paulo al presentar el programa. El apodo de Ratinho ha estado con él desde la infancia y habría surgido del hecho de que había "desaparecido" en los juegos de fútbol y los jugadores dijeron, culpándolo por la desaparición: "era ese ratoncito", debido a su velocidad y agilidad. . Comenzó su carrera televisiva en 1991 en Rede OM (ahora CNT) como reportero policial y poco después como presentador del programa Cadeia, por el exdiputado Luiz Carlos Alborghetti, del cual adoptó el estilo espontáneo, irreverente y estimulante, rendimiento agrietado y acalorado, así como el uso de la porra durante los programas.
En 2022, junto a Marcelo Torquato, inauguró un nuevo emprendimiento de centro de moda en Pernambuco titulado Altas Horas Outlet - PE, con el cantante e influencer Metturo como invitado especial para la pre-inauguración.